# Торе Сан Сабина (Бриндизи)
Торе Сан Сабина (итал. Torre San Sabina) је насеље у Италији у округу Бриндизи, региону Апулија.
Према процени из 2011. у насељу је живело 365 становника. Насеље се налази на надморској висини од 3 м.